# Bert Hellinger
Bert Hellinger (nacido como Anton Hellinger; Leimen, Baden, 16 de diciembre de 1925-19 de septiembre de 2019) fue un teólogo y espiritualista alemán, conocido por ser el creador de las constelaciones familiares, una hipótesis pseudocientífica de terapia familiar en el contexto de la psicología sistémica que postula que los miembros de una familia se influyen recíprocamente en su salud y en su conducta y cómo se pueden descubrir y resolver dificultades generados por ella.

## Biografía
Nació en una familia católica. A la edad de diez años, dejó su familia para asistir a una escuela católica en un monasterio.
La división local de las Juventudes Hitlerianas intentó sin éxito reclutarlo cuando este era adolescente. Esto provocó que fuera clasificado como «sospechoso de ser enemigo del pueblo» en 1942. Fue reclutado por el ejército regular alemán y combatió en el Frente Occidental. En 1945 fue capturado y encarcelado en un campo aliado de prisioneros de guerra en Bélgica. Después de escaparse del campo, volvió a Alemania, entró en una orden religiosa católica y se hizo sacerdote. Luego fue excomulgado por el delito de herejía.
Estudió filosofía y teología en la Universidad de Würzburg en Alemania (1947-1951).
A principios de la década de 1950, fue destinado como misionero con los zulúes en Sudáfrica; allí aprendió su lengua y participó en sus rituales. Estudió pedagogía en la Facultad de Artes de la Universidad de Natal en Sudáfrica (1953-1954), donde obtuvo el grado de B.A.[cita requerida] También recibió un diploma en educación universitaria que le habilitó para dar clases en escuelas secundarias públicas.[cita requerida]
A principios de la década de 1960, participó en una serie de cursillos ecuménicos interraciales de dinámica de grupos organizados por el clero anglicano en Sudáfrica, y a partir de ese momento empezó a distanciarse del clero católico.
Después de abandonar al clero, conoció a su primera esposa, llamada Herta y se casó con ella poco después de su vuelta a Alemania. A principios de la década de 1970 siguió en Viena un curso de psicoanálisis clásico en la Wiener Arbeitskreis für Tiefenpsychologie —Asociación vienesa para la psicología en profundidad—. Completó su formación en el Münchner Arbeitsgemeinschaft für Psychoanalyse —Instituto de Múnich de formación psicoanalítica— y fue aceptado como miembro practicante de su asociación profesional.[cita requerida] No obtuvo licencia para practicar psicoterapia en Alemania.[cita requerida]
En 1973, dejó Alemania por segunda vez y viajó a los Estados Unidos para estudiar la terapia primal con Arthur Janov en California.

## Críticas
En febrero de 2003, la Junta directiva de la DGSF —Deutsche Gesellschaft für Systemische Therapie, Beratung und Familientherapie (en español, Sociedad Alemana de Terapia Sistémica, Asesoramiento y Terapia Familiar)— desautorizó a Hellinger por su protagonismo personal y por su dirigismo en sus sesiones, las cuales podrían ser peligrosas para los participantes, así como por su ignorancia a la crítica y por la falta de preparación y experiencia de sus terapeutas, e invitó a quienes practicaran constelaciones familiares a distanciarse de él.
También Sophie Hellinger ha recibido críticas por su protagonismo personal y un dirigismo superior en sus sesiones frente a personas con necesidades particulares, en ocasiones ha golpeado físicamente a participantes argumentando su propia visión para provocar un cambio. Quienes han recibido daños han permanecido en silencio debido al nombre que ella actualmente representa.

### Opiniones sobre Adolf Hitler y el Holocausto
Hellinger creó un controvertido poema dedicado a Adolf Hitler en el que pide al lector identificarse con Hitler y respetar esa parte de uno mismo. Numerosos artículos relacionados con este tema aparecieron en la revista holandesa antifascista "Alert!".

### Incesto
Su abordaje del incesto y los abusos infantiles ha sido duramente criticado, ya que relativiza la responsabilidad de los agresores y desampara a las víctimas. Según Hellinger, cuando el perpetrador de incesto es el padre debe tenerse cuidado, porque condenarle podría provocar conflictos en la familia o agravar los existentes. Según él, esta clase de incesto  «es a menudo un intento de amor que ha ido mal». Sin embargo, desvía la responsabilidad hacia deberes incumplidos o exigencias excesivas de la madre; como por ejemplo, cuando pone en boca de las víctimas estas palabras, dirigiéndose, supuestamente, a sus padres: «Mamá, hago esto por ti» y «Papá, lo hice por mamá».

### Otras posiciones controvertidas de Hellinger
- "Una víctima de cáncer de mama puede querer morir secretamente por un conflicto inconsciente con su madre"
- Sobre las causas de la homosexualidad: "La homosexualidad puede resultar porque un niño asume de manera inconsciente los sentimientos de una tía o una tía-abuela fallecidas cuando no hay descendencia femenina en la línea descendente familiar"
- "Violación o incesto crea una relación; el perpetrador debe recibir un "debido respeto" antes de que la víctima pueda establecer relación con otro alguien".[11][12][13][14]

### Falta de evidencia
No existe evidencia científica publicada por revistas especializadas que avale la utilidad, más allá de la sugestión, de las constelaciones familiares desarrolladas por Hellinger. Esta situación ha sido denunciada en diversas publicaciones
Hellinger jamás ha intentado justificarse científicamente, sin embargo, algunos de sus seguidores han escrito ensayos relacionando las constelaciones familiares con la hipótesis de los campos morfogenéticos de Rupert Sheldrake, que tampoco ha podido ser demostrada o respaldada por los resultados de la investigación.

## Publicaciones
Hellinger publicó más de 30 libros, que han sido traducidos a varias lenguas. Algunas de sus obras traducidas al español son:
- Hellinger, B. (2001). Las propias verdades del amor: Vinculación y equilibrio en relaciones cercanas (M. Oberli-Turner & H. Beaumont, Trans.). Phoenix, AZ: Zeig, Tucker & Theisen.
- Hellinger, B. (2002). Perspicacias: Conferencias e historias. (J. ten Herkel, Trans.). Heidelberg, Germany: Carl-Auer-Systeme Verlag.
- Hellinger, B. (2002). En vida y otras paradojas: Aforismos y pequeñas historias de Bert Hellinger (R. Metzner, Trans.). Phoenix, AZ: Zeig, Tucker & Theisen.
- Hellinger, B. (2003). Constelaciones familiares de despedida con descendientes de víctimas y autores (C. Beaumont, Trans.). Heidelberg, Germany: Carl-Auer-Systeme Verlag.
- Hellinger, B. (2003). La paz comienza en el alma: constelaciones familiares en el servicio de reconciliación (C. Beaumont, Trans.). Heidelberg, Germany: Carl-Auer-Systeme Verlag.
- Hellinger, B. (2006). Ningunas olas sin el océano: Experiencias y pensamientos (J. ten Herkel & S. Tombleson, Trans.). Heidelberg, Germany: Carl-Auer-Systeme Verlag.
- Hellinger, B. (2007). Con Dios en mente.  Berchtesgaden, Germany: Hellinger Publications.
- Hellinger, B. & ten Hövel, G. (1999). El reconocimiento cual es: Conversaciones con Bert Hellinger. Phoenix, AZ: Zeig, Tucker & Theisen.
- Hellinger, B., Weber, G., & Beaumont, H. (1998). La simetría escondida del amor: Lo que hace el amor el trabajo en relaciones. Phoenix, AZ: Zeig, Tucker & Theisen.

## Literatura crítica sobre Hellinger
- Traducción libre del artículo “La controvertida terapia de Bert Hellinger”[6]

- Werner Haas. Familienstellen - Therapie oder Okkultismus? Das Familienstellen nach Hellinger kritisch beleuchtet. Asanger Verlag, 2005, 170 S. ISBN 3-89334-430-6

- Goldner, Colin (Hrsg.): Der Wille zum Schicksal. Die Heilslehre des Bert Hellinger

Mit Beiträgen von: El Awadalla, Thea Bauriedl, Frank Gerbert, Fritz R.Glunk, Colin Goldner, Ingo Heinemann, Micha Hilgers, Heiner Keupp, Claudia Kierspe-Goldner, Beate Lakotta, Petrus van der Let, Ursula Nuber, Arnold Retzer, Jörg Schlee, Fritz B. Simon, Hugo Stamm, Michael Utsch, Sigrid Vowinckel, Klaus Weber. Carl-Ueberreuter-Verlag, Wien, 2003. 304 S. ISBN 3-8000-3920-6.
- Studentischer Sprecherrat der Universität München (Hrsg.): "Niemand kann seinem Schicksal entgehen..." Kritik an Weltbild und Methode des Bert Hellinger. Alibri-Verlag 2004, 165 S. 2. Auflage mit zusätzlichen Beiträgen 2005

- Claudia Barth: Über alles in der Welt - Esoterik und Leitkultur. Eine Einführung in die Kritik irrationaler Welterklärungen. Alibri Verlag 2003. 206 S. ISBN 3-932710-36-3

- Elisabeth Reuter: Gehirn-Wäsche. Macht und Willkür in der "systemischen Psychotherapie" nach Bert Hellinger. Nachwort von Klaus Weber. 234 S. Berlín / Eugene / Shrewsbury: Peter Lehmann Antipsychiatrieverlag 2005. ISBN 978-3-925931-40-6